# القوات الجوية البلجيكية
القوات الجوية الملكية البلجيكية (بالإنجليزية: Belgian Air Component)‏ هي فرع القوات الجوية من القوات المسلحة الملكية البلجيكية المسؤولة عن حماية المجال الجوي لدولة بلجيكا.

## أسطول الطائرات

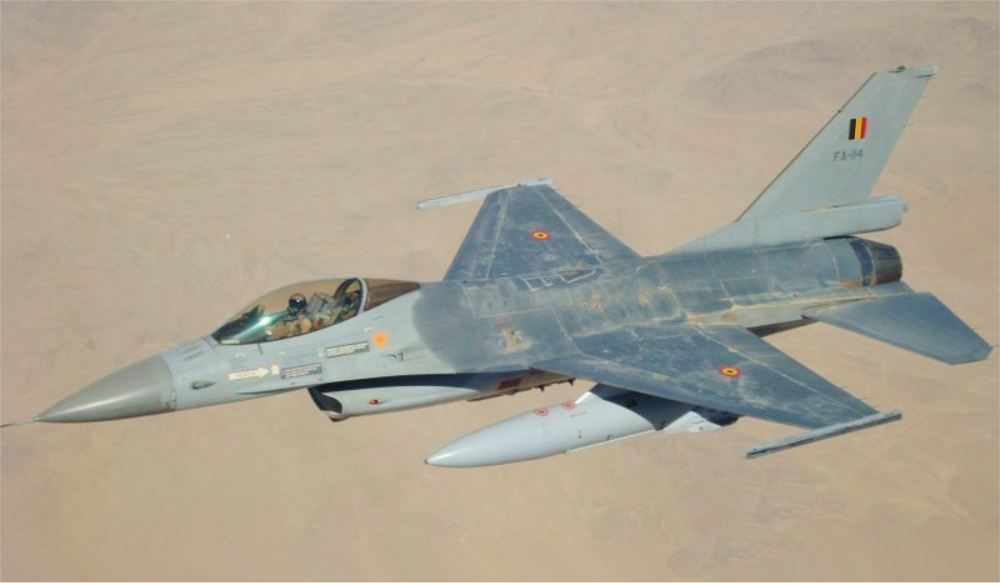
A Belgian F-16 flies near مطار قندهار الدولي

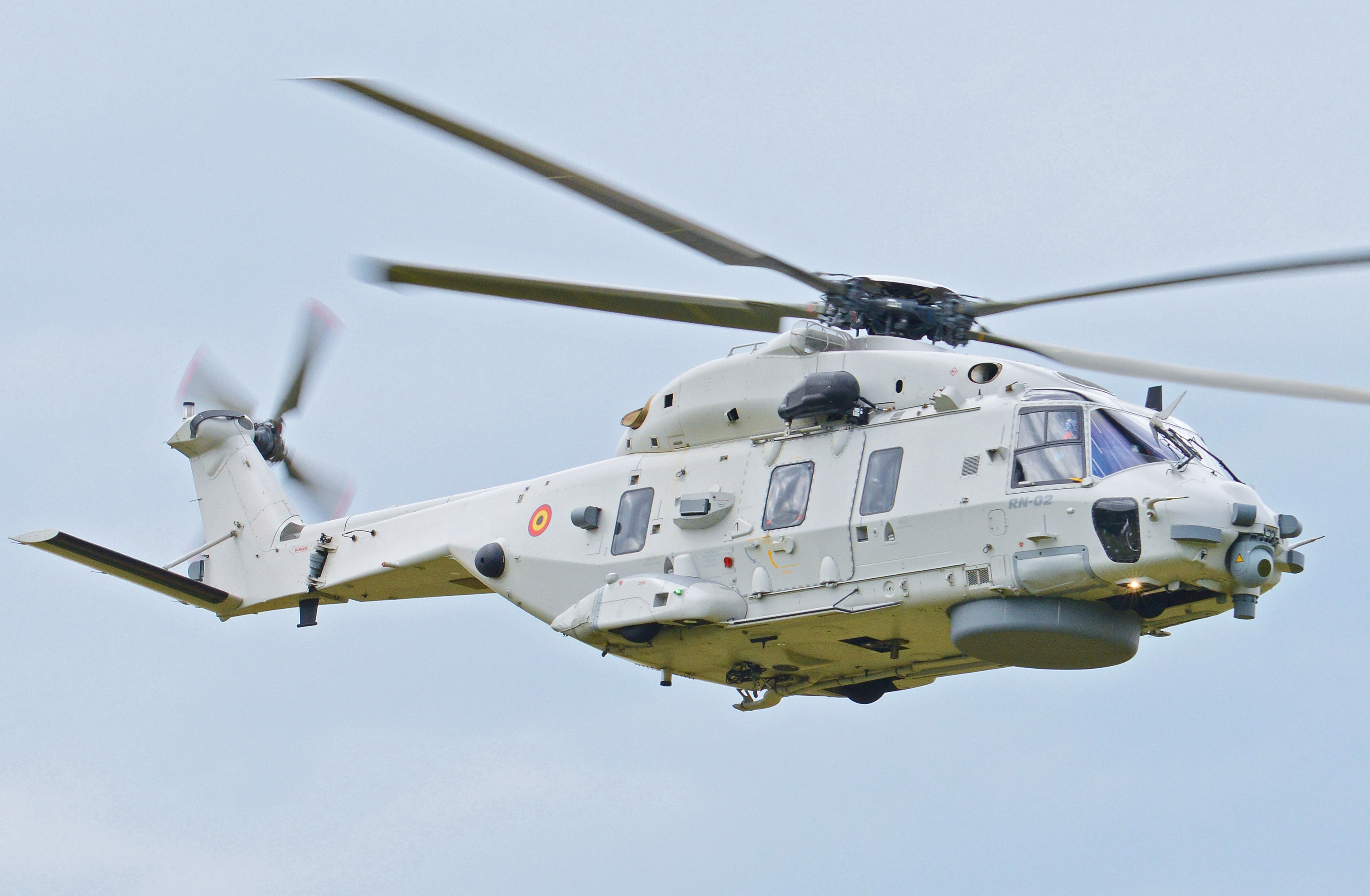
A NH90-NFH on display at Florennes Air Base

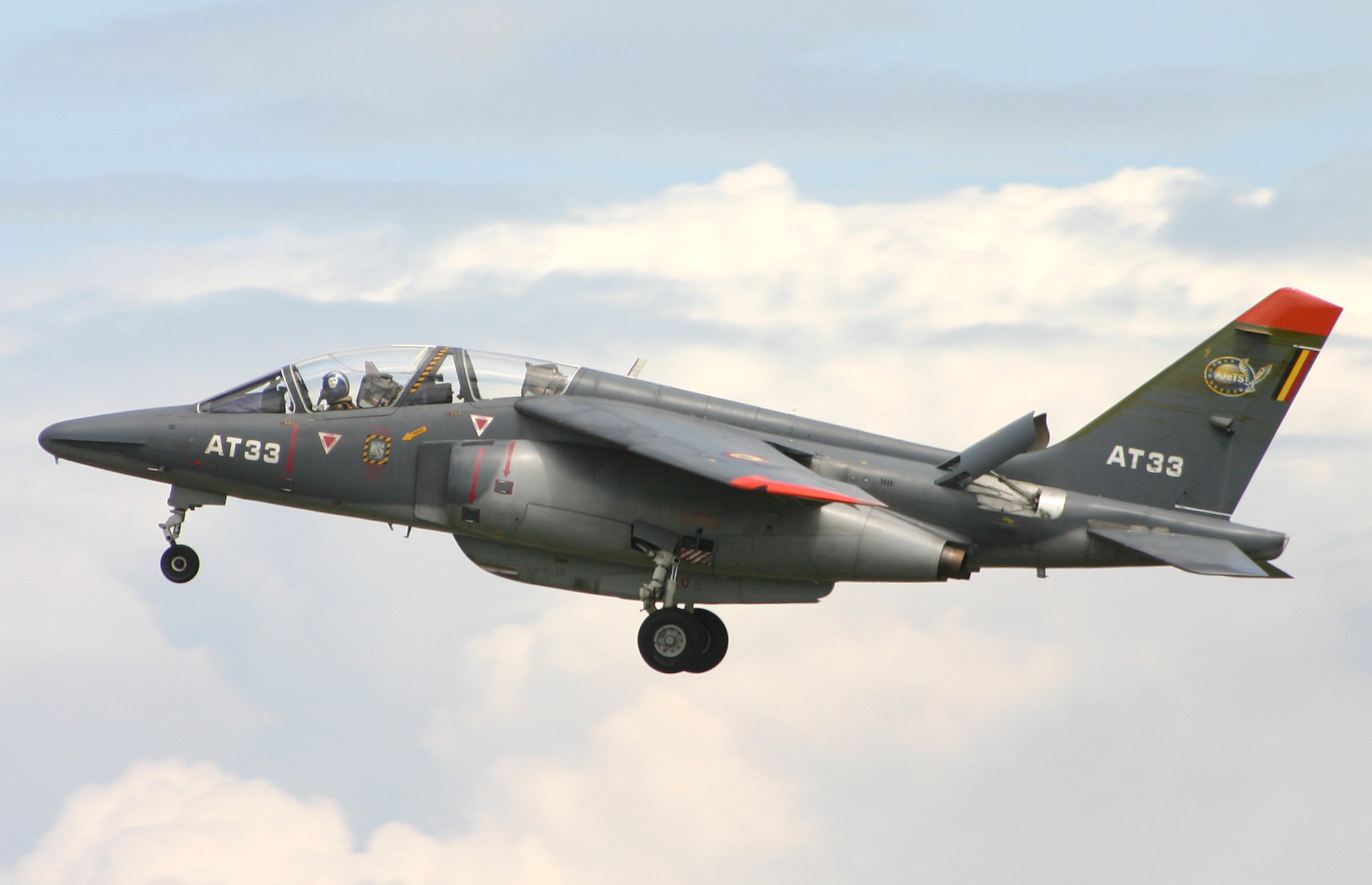
An Alpha Jet on approach

### الأسطول الحالي
| الطائرة                              | بلد الصنع        | الفئة                  | الطراز                             | في الخدمة    | ملاحظات                     |              |
| طائرة عسكرية                         | طائرة عسكرية     | طائرة عسكرية           | طائرة عسكرية                       | طائرة عسكرية | طائرة عسكرية                | طائرة عسكرية |
| ------------------------------------ | ---------------- | ---------------------- | ---------------------------------- | ------------ | --------------------------- | ------------ |
| لوكهيد مارتن إف-35 لايتنيغ الثانية   | الولايات المتحدة | مقاتلة متعددة المهام   | لوكهيد مارتن إف-35 لايتنيغ الثانية |              | 34 on order                 |              |
| جنرال دايناميكس إف-16 فايتينغ فالكون | الولايات المتحدة | مقاتلة متعددة المهام   | F-16A                              | 43           |                             |              |
| طائرة نقل عسكرية                     |                  |                        |                                    |              |                             |              |
| إيرباص إيه 321                       | فرنسا            | VIP transport ‏         |                                    | 1            |                             |              |
| إمبراير إي آر جيه 145                | البرازيل         | VIP transport          |                                    | 3            |                             |              |
| إيرباص إيه 400إم                     | فرنسا / إسبانيا  | جسر جوي                |                                    |              | 7 on order                  |              |
| لوكهيد سي-130 هيركوليز               | الولايات المتحدة | tactical airlift       | لوكهيد سي-130 هيركوليز             | 9            |                             |              |
| مروحية                               |                  |                        |                                    |              |                             |              |
| إيروسباسيال ألويت الثالثة            | فرنسا            | liaison                |                                    | 3            | Flown for البحرية البلجيكية |              |
| إن إتش-90                            | الاتحاد الأوروبي | ASW / SAR              | NFH                                | 4            | Flown for البحرية البلجيكية |              |
| إن إتش-90                            | الاتحاد الأوروبي | utility / transport    | TTH                                | 4            |                             |              |
| ويستلاند سي كينغ                     | المملكة المتحدة  | SAR                    |                                    | 2            |                             |              |
| أغستاوستلاند إيه دبليو 109           | إيطاليا          | scout / مضادات الدروع  |                                    | 20           |                             |              |
| طائرة تدريب                          |                  |                        |                                    |              |                             |              |
| ألفا جت                              | فرنسا / ألمانيا  | trainer / light attack |                                    | 28           |                             |              |
| جنرال دايناميكس إف-16 فايتينغ فالكون | الولايات المتحدة | طائرة تدريب            | F-16B                              | 9            |                             |              |
| إرماتشي إس إف 260                    | إيطاليا          | trainer                |                                    | 32           |                             |              |